# Огидні, брудні, злі
«Огидні, брудні, злі» (італ. Brutti sporchi e cattivi) — один з найвідоміших фільмів італійського режисера Етторе Скола. Показуючи на екрані світ знедолених, неприкаяних люмпенів, викинутих на дно великого міста (в цьому випадку — Риму), режисер, усупереч традиціям неореалізму, прагне викликати до них не співчуття, а, м'яко кажучи, відразу.

## Сюжет
На околиці Риму у брудному руйновищі, збитому з прогнилих дощок, зламаних ящиків і шматків іржавого листового заліза, мешкає величезне сімейство Джачінто Маццателла: його дружина, діти, онуки, племінники, зяті, своячки і інші, включаючи його напівпаралізовану матір, що не злізає з крісла-каталки.
У численному сімействі кожен зайнятий своєю справою: хтось виконує чорну роботу, хтось промишляє грабіжками, хтось займається проституцією, але, на думку Джачінто Маццателла, членів «сім'ї» об'єднує лише бажання заволодіти його мільйоном лір, який він ховає від усіх, сам же його потім шукає, знаходить і знову переховує. Одного разу він приводить до будинку жінку і оголошує сім'ї, що буде з нею жити. Тоді усе сімейство і наважується отруїти Джачінто.

## В ролях
- Ніно Манфреді — Джачінто Маццателла
- Марія Луїза Сантелла
- Франческо Аннібалі
- Марія Боско
- Джизельда Кастріні
- Альфредо Д'Іпполіто
- Джанкарло Фанеллі
- Марина Фазолі
- Етторе Гарофоло
- Марко Марсілі

## Цікаві факти
- Фільм майже повністю знятий в Римі, в кварталі Монте Чоччі, де до 1977 року знаходилися нетрища. Спочатку Скола планував зняти документальний фільм про мешканців цих нетрів, проте згодом передумав і зробив ігрову стрічку.

- Фільм повинна була упереджати преамбула, яку збирався написати П'єр Паоло Пазоліні. Трагічна смерть письменника і режисера завадила виконанню цього задуму.

## Нагороди
- 1976 Премія Каннського кінофестивалю (Франція):
  - приз за найкращу режисуру — Етторе Скола